# Gordon Astall
Gordon Astall, né le 22 septembre 1927 à Horwich, dans le Lancashire et mort le 21 octobre 2020, est un joueur de football anglais, évoluant au poste d'ailier droit. 

## Carrière
En octobre 1953 il est transféré à Birmingham City, club rival en Second Division, contre 14 000 livres sterling. Il part sur un bilan de 188 matchs de championnat et 42 buts avec Plymouth. 
A Birmingham il remplace l’Écossais Jackie Stewart et s'impose comme titulaire. L'équipe remporte le titre de Second Division en 1955 et atteint la finale de la Coupe d'Angleterre de 1956, perdue 3-1 à Wembley face à Manchester City.
Quelques jours après, Astall fait ses débuts en équipe d'Angleterre. Il marque pour sa première sélection face à la Finlande le 20 mai 1956, et honore une deuxième cape six jours plus tard face à l'Allemagne. Ce sera sa dernière apparition internationale.

Astall prend part aux campagnes de Birmingham en Coupe des villes de foires, et dispute notamment la finale de 1960 perdue en deux matchs face au FC Barcelone. 
Il y marque 10 buts en 27 matchs de championnat, qui s'achève sur la relégation de l'équipe. Il ne participe qu'à six matchs la saison suivante avant de prendre sa retraite sportive, à 34 ans.
Il reste dans la région de Torbay, travaille dans les assurances et devient entraîneur dans le club local d'Upton Vale FC,